# Attentat du 25 décembre 2011 à Madalla
L'attentat de l'église Sainte-Thérèse de Madalla est un attentat islamiste commis le 25 décembre 2011, jour de Noël, pendant l'insurrection de Boko Haram au Nigeria. L'explosion fait 43 morts et 73 blessés.

## Déroulement
L'attaque a lieu dans l'église catholique Sainte-Thérèse (St. Theresa Catholic Church) à Madalla, une ville satellite d'Abuja localisée à 40 km du centre-ville. Une bombe explose à la fin de la messe de Noël,. L'attaque est revendiquée quelques heures plus tard par Boko Haram. Le premier bilan fait état de 35 morts. Le bilan définitif de l'attentat à Madalla est de 43 morts et 73 blessés selon les déclarations le 30 décembre du Révérend Isaac Achi,.

## Autres attentats
D'autres attentats ont lieu le même jour dans d'autres villes du Nigeria. À Jos, des tirs éclatent et une bombe explose à l'église évangélique de la Montagne du feu et des miracles, un policier est tué. À Damaturu, un kamikaze en voiture se fait exploser à une antenne locale des services de renseignements (SSS) et tue trois agents. Enfin une autre explosion avait eu lieu le 24 décembre dans une église au nord-est de Gadaka, mais sans faire de victimes,,,,,.

## Réactions
- France : Le président Nicolas Sarkozy exprime sa « solidarité dans leur combat contre le terrorisme »[8].
- Allemagne : Le ministre des Affaires étrangères Guido Westerwelle a condamné les attentats contre des églises au Nigéria, qu'il qualifie d'« horribles » et de « lâches ». Il déclare « condamner les attentats horribles contre des chrétiens rassemblés pour la fête de Noël »[9].